# Keith Long
Keith Long (Dublín, Irlanda, 14 de noviembre de 1973) es un entrenador de fútbol irlandés y exfutbolista. Actualmente dirige el equipo Bohemians FC de la Premier Division de la Liga de Irlanda.
Long es un exjugador de Bray Wanderers, asistente de gerente y anteriormente fue gerente interino antes de asumir el cargo en noviembre de 2011 de Pat Devlin.
Long también jugó para Stoke City antes de unirse a Dundalk en 1993 y luego al St Patrick's Athletic antes de unirse a Bray Wanderers en 2000, donde jugó 138 partidos antes de retirarse en 2005.
Long fuera del fútbol también trabaja como vendedor de suministros de ofici